# Yvan Bruynseraede
Yvan J. Bruynseraede (Ostende, 1938) es un físico experimental belga de materia condensada, conocido por su trabajo sobre multicapas y superredes, y sus intereses son las películas delgadas, nanoestructuras, nuevos materiales, magnetismo y superconductividad. Es profesor emérito en la Universidad Católica de Lovaina (KU Leuven), y miembro del Laboratorio de Física Cuántica del Estado Sólido.

## Biografía
Obtuvo la licenciatura en física en 1961 por la Universidad Católica de Lovaina, donde además recibió su doctorado en física en 1967, después de una interrupción de dos años para realizar su servicio militar.
Después de una beca postdoctoral y asociada en el CERN entre 1968 y 1971, comenzó su carrera como profesor en la Universidad Católica de Lovaina en 1972 y se convirtió en profesor titular en 1977. Fue presidente del Laboratorio de Física y Magnetismo del Estado Sólido de KULeuven de 1993 a 2003. En 2003 se convirtió en profesor emérito de física en KU Leuven, puesto que ocupa actualmente. Ocupó cargos visitantes en la Université Côte d'Azur de Niza, Francia; el Laboratorio Nacional Argonne; y la Universidad de California en San Diego, ambos en Estados Unidos.

## Investigación
En el CERN participó activamente en el desarrollo de un separador de partículas superconductoras mediante el estudio de las propiedades HF de materiales superconductores para cavidades electromagnéticas.
En KU Leuven, su investigación se centró principalmente en la superconductividad y el magnetismo. Estudió las propiedades eléctricas, magnéticas y ópticas de sistemas mesoscópicos y nanoscópicos, particularmente a bajas temperaturas y campos magnéticos muy altos. Realizó investigaciones sobre películas delgadas, multicapas y superredes, estudiando fenómenos superconductores de Josephson, túneles y vórtices; interacciones superconductoras/magnéticas; análisis estructural por rayos X y técnicas SPM aplicadas a superficies e interfaces.

## Premios y honores
- Gran Oficial de la Orden de Leopoldo (Grotofficier in de Leopoldsorde) (2013)
- Miembro (1988-presente) y presidente (1999-2000) de la Real Academia Flamenca de Ciencias y Artes de Bélgica
- Miembro de la Academia Europea de Ciencias y Artes, Viena, Austria (2001-presente)
- Miembro de la Real Sociedad de Artes y Ciencias de Gotemburgo, Suecia (2005-presente)
- Miembro de la Sociedad Estadounidense de Física (1990-presente)
- Miembro del consejo directivo, KU Leuven (2003–2013)
- Miembro del Consejo de Asociación, KU Leuven (2003–2013)
- Miembro, Junta de Gobernadores, Centro de Investigación Nuclear SCK CEN, Mol (1991 – 2013)
- Presidente del Consejo de Investigación, KU Leuven (1990–1995)
- Presidente de la Sociedad Estadounidense de Física "Foro sobre divulgación y participación del público" (FOEP) (2016)
- Ganador del Premio IUMRS SOMIYA, junto con Ivan K. Schuller de UCSD (2007)